# 吉嶺史晴
吉嶺 史晴（よしみね ふみはる ）は、鹿児島県生まれのブロックフレーテ演奏者、作曲家。

## 来歴
鹿児島県立甲南高等学校、東京学芸大学教育学部音楽科卒業後、ベルギー政府給費留学生として渡欧。レメンスインスティチュート、およびブリュッセル王立音楽院で学ぶ。ブリュッセル王立音楽院にて音楽修士（音楽理論・作曲）、リコーダーハイディプロマを取得。
フランダースリコーダーカルテットに参加しベルギー政府文化大使の称号を受けた。ガウデアムス国際現代音楽コンクールを始め数々の国際コンクールで入賞を果たし「日本から来たコンクールの虎」と呼ばれた。1992年より2001の間ベルギーを本拠に活動し、帰国後は作曲、リコーダー演奏、音楽教育の分野で活動。2004年7月28日、自身が代表を務める南国レコードよりデビューアルバム『六白純情物語』をリリース。2005年10月17日、鹿児島県山形屋文化ホールにて全曲自作自演のデビューコンサート「六白純情物語」を行なった。
大河ドラマ「篤姫」のエンディング「篤姫紀行」の音楽を担当し、その楽曲が2008年10月から12月まで放送された。2009年読売新聞社主催東京リコーダー音楽祭に参加。2010年全日本リコーダーコンテスト指導者賞受賞。テナーリコーダー二重奏のための「カイ」などの作品はドイツの楽譜出版社Mieroprint Musik Verlagより出版され、ダルムシュタッド現代音楽祭などヨーロッパ各地で演奏されている。南国レコード代表として演奏会マネージメント、CD録音、教則本、楽譜刊行なども行っている。